# リック・サンダース
リック・サンダース（Ric Sanders、1952年12月8日 - ）は、ジャズ・ロック、フォークロック、ブリティッシュ・フォーク・ロック、フォークなどのグループで演奏したイングランドのヴァイオリニストである。その中にはソフト・マシーンやフェアポート・コンヴェンションも含まれている。

## 略歴
サンダースがプロのバンドを最初に経験したのは1972年夏のことであり、クラシック/ロック・パーカッショニストのツトム・ヤマシタが率いるレッド・ブッダ・シアターでヨーロッパを回った。後にジャズ・ピアニストのジョニー・パトリックとマイケル・ガーリックと演奏を行った。1970年代後半、彼はジャズ・ロック・グループであるソフト・マシーンのメンバーとして短期のツアーを行い、その後、アルビオン・バンドでの一時参加メンバーを務めた。1981年に、彼はレコーディング・スタジオ「Morgreen Studios」を共同で設立し、数年間活動を続けた。1984年にはフェアポート・コンヴェンションに参加。翌年、最初の参加アルバム『Gladys' Leap』を録音した。2002年以来、彼はフェアポートでの仕事に加えて、ギターのVo Fletcherと、ドラムとパーカッションのMichael Gregoryをフィーチャーしたリック・サンダース・トリオとして知られるトリオ編成でも定期的に仕事をしている。

## プロ・ミュージシャンとのつながり
サンダースは長年にわたり、リック・ウェイクマン、ストローブスのデイヴ・カズンズ、ジェスロ・タル、ロバート・プラント、ロイ・ハーパー、プロコル・ハルムのゲイリー・ブルッカー、ペンタングル、ゴードン・ギルトラップ、アンドリュー・クロンショウ、ジューン・テイバー、マーティン・シンプソン、チャーリー・ランズボロー、オール・アバウト・イヴ、ザ・ミッション、フレッド・ベイカー、キャサリン・ハウ、ジョン・エサリッジ（ソフト・マシーンやステファン・グラッペリのギタリスト）と仕事してきた。エサリッジとは、共同でグループ、セカンド・ヴィジョン (2nd Vision)を率いた。

## ディスコグラフィ

### リーダー・アルバム
- 『ファースト・ステップス』 - First Steps (1980年) ※セカンド・ヴィジョン with ジョン・エサリッジ
- String Time (1983年)
- Whenever (1984年)
- One to One (1989年) ※with ゴードン・ギルトラップ
- Neither Time or Distance (1991年)
- Parable: Music for the Anjali Dance Company (2003年)
- In Lincoln Cathedral (2004年)
- Still Waters (2008年)
- Standin' on the Corner (2015年)

### アルビオン・バンド
- Rise Up Like the Sun (1978年)
- Songs from the Shows (1990年)
- Live at the Cambridge Folk Festival (1996年)

### フェアポート・コンヴェンション
- Gladys' Leap (1985年)
- Expletive Delighted! (1986年)
- In Real Time (1987年)
- Red and Gold (1989年)
- The Five Seasons (1990年)
- Jewel in the Crown (1995年)
- Old, New, Borrowed, Blue (1996年)
- Who Knows Where the Time Goes? (1997年)
- The Wood and the Wire (1999年)
- XXXV (2001年)
- Over the Next Hill (2004年)
- Sense of Occasion (2007年)
- Festival Bell (2011年)
- By Popular Request (2012年)
- Myths and Heroes (2015年)
- 50:50@50 (2017年)

### ソフト・マシーン
- 『アライヴ・アンド・ウェル（ライヴ・イン・パリ）』 - Alive & Well: Recorded in Paris (1978年)

### ゲスト参加
オール・アバウト・イヴ
- 『イヴの序曲』 - All About Eve (1988年)
- 『スカーレット・アンド・アザー・ストーリーズ』 - Scarlet and Other Stories (1989年)

アンドリュー・クロンショウ
- The Andrew Cronshaw CD (1989年)
- The Language of Snakes (1993年)
- Till the Beasts' Returning (1987年)
- Wade in the Flood (1978年)

イングリッシュ・エアー
- English Air (1983年)
- The Space Inbetween (1985年)

ゴードン・ギルトラップ
- Peacock Party (1979年)
- A Midnight Clear (1987年)
- One to One (1989年)

アシュリー・ハッチングス
- The Guv'nor's Big Birthday Bash (1995年)

その他
- ミック・スティーヴンス : The Englishman (1979年)
- マーティン・シンプソン : Special Agent (1981年)
- ピート・ヨーク : Pete York's String Time In New York (1983年)
- ラウドン・ウェインライト III世 : I'm Alright (1984年)
- フェノメナ : 『フェノメナ』 - Phenomena (1985年)
- Mark Germino : London Moon And Barnyard Remedies (1986年)
- The Bodhi-Beat Poets : White Light (1987年)
- ジェスロ・タル : 『クレスト・オブ・ア・ネイヴ』 - Crest of a Knave (1987年)
- サイモン・ニコル : Before Your Time... (1987年)
- ジェリー・ラファティー : North and South (1988年)
- ジューン・テイバー : 『アカバ』 - Aqaba (1988年)
- ザ・ミッション : 『マスク』 - Masque (1992年)
- マーティン・バレ : A Trick of Memory (1994年)
- ジュディ・ダンロップ & アシュリー・ハッチングス : Sway with Me (1996年)
- ロイ・ハーパー : The Dream Society (1998年)
- Jerry Donahue : Telecasting Recast (1999年)
- Bob Fox : Dreams Never Leave You (2000年)
- ストローブス : The Complete Strawbs. Live at Chiswick House (2000年)
- Richard Greene & Beryl Marriott : Hands Across the Pond (2001年)
- リック・ウェイクマン and デイヴ・カズンズ : Hummingbird (2002年)
- クリス・レスリー : Dancing Days (2004年)
- PJ Wright : Hedge of Sound (2005年)
- Rainbow Chasers : Fortune Never Sleeps (2006年)
- Durbervilles : Alternative Route to All Destinations (2007年)
- Aquarium : Loshad' Belaya (White Horse) (2008年)
- Tiny Tin Lady : Ridiculous Bohemia (2008年)
- Red Shoes : All The Good Friends (2012年)
- ニック・カーショウ : Ei8ght (2012年)